# Pyksus
Pyksus – kolonia Sybaris w Italii, położona na południowy-zachód od Neapolu, która powstała w VII wieku p.n.e.